# Marković Polje
Marković Polje är en ort i Bosnien och Hercegovina.   Den ligger i distriktet Brčko, i den nordöstra delen av landet, 120 km norr om huvudstaden Sarajevo. Marković Polje ligger 86 meter över havet och antalet invånare är 470.
Terrängen runt Marković Polje är mycket platt.Närmaste större samhälle är Brčko, 9,8 km sydost om Marković Polje.
Trakten runt Marković Polje består till största delen av jordbruksmark. Runt Marković Polje är det ganska tätbefolkat, med 185 invånare per kvadratkilometer.